# Resolutie 794 Veiligheidsraad Verenigde Naties
Resolutie 794 van de Veiligheidsraad van de Verenigde Naties werd unaniem aangenomen op 3 december 1992.

## Achtergrond
In 1960 werden de voormalige kolonies Brits Somaliland en Italiaans Somaliland onafhankelijk en samengevoegd tot de nieuwe staat Somalië. In 1969 greep het leger de macht en werd Somalië een socialistisch-islamitisch
land. 
In de jaren 1980 leidde het verzet tegen het totalitair geworden regime tot een burgeroorlog en in 1991 viel het centrale regime. Vanaf dan beheersten verschillende groeperingen elke een deel van het land, terwijl enkele delen zich ook afscheurden van Somalië.

## Inhoud

### Waarnemingen
De Veiligheidsraad erkende dat de speciale, ingewikkelde en verslechterende situatie in Somalië tot een uitzonderlijk antwoord noopte. Het grote lijden van de bevolking en de moeilijkheden bij het verdelen van
hulpgoederen maakten het tot een bedreiging van de internationale vrede. Somalië vroeg dringende maatregelen om die verdeling te verzekeren.
Er bleven ook rapporten binnenkomen over schendingen van de internationale humanitaire wetten, waaronder aanvallen op hulpverleners, plundering van hulpvoorraden, aanvallen op schepen en vliegtuigen met hulpgoederen en aanvallen op het Pakistaanse contingent van UNOSOM in Mogadishu.
De Veiligheidsraad deelde de Secretaris-generaals mening dat de bestaande VN-inspanningen en UNOSOM niet langer volstonden. De Veiligheidsraad was vastberaden te zorgen voor de verdeling van hulpgoederen en het herstel van de vrede.

### Handelingen
Er werd opnieuw geëist dat alle partijen en fracties de vijandelijkheden beëindigden, het staakt-het-vuren
naleefden, samenwerkten met de Speciale Vertegenwoordiger van de secretaris-generaal en de militairen in het
land, de verdeling van hulp mogelijk maakten, de veiligheid van de hulpverleners verzekerden en niet langer
tegen de internationale humanitaire wetten zondigden. Die schendingen, en dan vooral het hinderen van de
verdeling van voedsel en geneesmiddelen, werden sterk veroordeeld.
De secretaris-generaal mocht verdergaan met de versterking van de UNOSOM-missie tot 3500 man waartoe reeds in
resolutie 775 was beslist. Zijn aanbeveling om onder
Hoofdstuk VII van het Handvest van de Verenigde Naties (al dan niet militair ingrijpen om de vrede te
herstellen) te zorgen voor een veilige omgeving om hulp te verdelen werd gesteund.
Er waren al VN-lidstaten die te kennen hadden gegeven deel te willen nemen
aan een VN-operatie om voor dergelijke veilige omgeving te zorgen. De secretaris-generaal
en die lidstaten kregen de toestemming het nodige te doen om die veilige omgeving te bewerkstelligen en een
gezamenlijk commando op te zetten. Alle lidstaten werden opgeroepen hieraan troepen en middelen bij te dragen.
Ook werd een commissie in het leven geroepen die moest rapporteren over de uitvoering van deze resolutie.
Alle landen werden ook opgeroepen maatregelen te nemen om te zorgen dat paragraaf °5 van
resolutie 733 (wapenembargo tegen Somalië) strikt werd
nageleefd.
De secretaris-generaal werd nog gevraagd binnen de 15 dagen een plan in te leveren ter verzekeren dat de
UNOSOM-missie haar mandaat zou kunnen uitvoeren tegen de terugtrekking van het gezamenlijke commando.

## Verwante resoluties
- Resolutie 767 Veiligheidsraad Verenigde Naties
- Resolutie 775 Veiligheidsraad Verenigde Naties
- Resolutie 814 Veiligheidsraad Verenigde Naties (1993)
- Resolutie 837 Veiligheidsraad Verenigde Naties (1993)

Lijst ·  726 ·  727 ·  728 ·  729 ·  730 ·  731 ·  732 ·  733 ·  734 ·  735 ·  736 ·  737 ·  738 ·  739 ·  740 ·  741 ·  742 ·  743 ·  744 ·  745 ·  746 ·  747 ·  748 ·  749 ·  750 ·  751 ·  752 ·  753 ·  754 ·  755 ·  756 ·  757 ·  758 ·  759 ·  760 ·  761 ·  762 ·  763 ·  764 ·  765 ·  766 ·  767 ·  768 ·  769 ·  770 ·  771 ·  772 ·  773 ·  774 ·  775 ·  776 ·  777 ·  778 ·  779 ·  780 ·  781 ·  782 ·  783 ·  784 ·  785 ·  786 ·  787 ·  788 ·  789 ·  790 ·  791 ·  792 ·  793 ·  794 ·  795 ·  796 ·  797 ·  798 ·  799